# AC Sampierdarenese
AC Sampierdarenese (wł. Associazione Calcio Sampierdarenese) – włoski klub piłkarski, mający siedzibę w mieście Genua na północy kraju, działający w latach 1899–1927 i 1931–1946.

## Historia
Chronologia nazw:
- 1899: Società Ginnastica Sampierdarenese
- 1919: Associazione Calcio Sampierdarenese
- 1927: klub rozwiązano – po fuzji z SG Andrea Doria,tworząc AC La Dominante
- 1931: Associazione Calcio Sampierdarenese
- 1937: Associazione Calcio Liguria – po fuzji z S.S. Corniglianese i Rivarolese Nazionale Liguria
- 1945: Associazione Calcio Sampierdarenese – po rozwiązaniu fuzji
- 1946: klub rozwiązano – po fuzji z SG Andrea Doria, tworząc UC Sampierdarenese-Doria "Sampdoria" Genova

Klub sportowy S.G. Sampierdarenese został założony w miejscowości Sampierdarena (która w 1926 została dzielnicą miasta Genua) 19 marca 1899 roku. W 1900 zespół debiutował w Campionato Italiano, ale w eliminacjach przegrał 0:7 z Genoa CFC. W 1911 sekcja piłkarska klubu została autonomiczną. Od 1911 do 1915 występował jedynie w turniejach towarzyskich, ale potem z powodu I wojny światowej zaprzestał występy.
W 1919 roku po zakończeniu I wojny światowej przejmuje graczy, aczkolwiek nie praw, z rozwiązanego AC Ligure, na cześć których dodaje czerwony pasek do czarnego i zmienia nazwę na AC Sampierdarenese. Aby wypełnić lukę pozostawioną przez AC Ligure, FIGC organizował mecz, w którym 5 października 1919 roku pokonał Spes Genova 3:1, kwalifikując do pierwszej kategorii. W sezonie 1919/20 zespół ponownie startował w grupie eliminacyjnej Prima Categoria. W sezonie 1921/22 zespół najpierw zwyciężył w grupie Prima Categoria Ligure, następnie zajął pierwsze miejsce w półfinale B i awansował do finału. W finale po dwóch bezbramkowych remisach z Novese został rozegrany dodatkowy mecz na neutralnym boisku w Cremona, który zespół przegrał 1:2 w dodatkowym czasie. W sezonie 1926/27 zespół zajął 5.miejsce w grupie B Divisione_Nazionale, ale po zakończeniu sezonu 27 lipca 1927 połączył się z innym klubem z Genui SG Andrea Doria tworząc nowy klub AC La Dominante. W 1930 roku Dominante połączył się z Corniglianese tworząc F.B.C. Liguria.
W 1931 rok fuzja rozpadła się. Corniglianese, Andrea Doria i AC Sampierdarenese ponownie startowały w rozgrywkach jako osobne kluby. Sezon 1931/32 w grupie D Prima Divisione (D3) zespół zakończył na drugiej pozycji, a w turnieju finałowym był trzecim w grupie C, co pozwoliło awansować do Serie B. W sezonie 1933/34 zdobył mistrzostwo ligi i otrzymał promocję do Serie A.
W 1937 roku pod naciskiem reżimu faszystowskiego klub Sestrese został przemianowany na Polisportiva "Manlio Cavagnaro", założyciela Autonomii Faszystowskiej w Sestri Ponente, który został zamordowany w roku 1921. Następnie aby uratować klub zmuszono do połączenia głównych społeczeństw Genui - A.C. Sampierdarenese oraz S.S. Corniglianese z Rivarolese Nazionale Liguria w jedyny klub o nazwie Associazione Calcio Liguria. Cavagnaro pozostał aktywny aż do 1943 roku.
W sezonie 1937/38 zespół debiutował w Serie A, gdzie zajął 11.miejsce. Sezon 1939/40 zakończył na przedostatniej 15.pozycji i został oddelegowany do Serie B. Po zwycięstwie w Serie B wrócił w następnym roku do Serie A i występował w niej do 1943 roku.
W 1945 komisja Federazione Italiana Giuoco Calcio anulowała wszystkie fuzje reżimu faszystowskiego. Wskutek decyzji klub został odrodzony jako Associazione Calcio Sampierdarenese i powrócił do najwyższej klasy rozgrywek, zwanej Divisione Nazionale. W sezonie 1945/46 zajął ostatnie 14.miejsce. Jednak 12 sierpnia 1946 znów odbyła fuzja z SG Andrea Doria, w wyniku czego został utworzony klub Unione Calcistica Sampierdarenese-Doria "Sampdoria" Genova, później zwany UC Sampdoria.

## Barwy klubowe, strój
|  |  |  |

Klub ma barwy biało-czerwono-czarne. Zawodnicy domowe spotkania zazwyczaj grali w białych koszulkach z poziomym czerwono-czarnym paskiem na piersi, czarnych spodenkach oraz czarnych getrach.

## Sukcesy

### Trofea międzynarodowe
Nie uczestniczył w rozgrywkach europejskich (stan na 31-12-2016).

### Trofea krajowe
| \| \| Zdobyte trofea w rozgrywkach Włoch (stan na: 31-05-2017) \| |                                                          |      |                  |
| Rozgrywki                                                         | Osiągnięcie                                              | Razy | Sezon(y)         |
| · Mistrzostwo                                                     | I miejsce                                                | 0    |                  |
| · Mistrzostwo                                                     | II miejsce                                               | 1    | 1921/22          |
| · Mistrzostwo                                                     | III miejsce                                              | 1    | 1922/23 (A)      |
| · Puchar                                                          | zdobywca                                                 | 0    |                  |
| · Puchar                                                          | finalista                                                | 0    |                  |
| · Puchar                                                          | ćwierćfinalista                                          | 1    | 1939/40          |
| II liga                                                           | I miejsce                                                | 2    | 1933/34, 1940/41 |
| II liga                                                           | II miejsce                                               | 0    |                  |
| II liga                                                           | III miejsce                                              | 0    |                  |
| Włochy                                                            | Zdobyte trofea w rozgrywkach Włoch (stan na: 31-05-2017) |      |                  |

- Prima Divisione (D3):
  - mistrz (1x): 1931/32 (finale C)
  - wicemistrz (1x): 1931/32 (D)

## Poszczególne sezony

### Rozgrywki międzynarodowe

#### Europejskie puchary
Nie uczestniczył w rozgrywkach europejskich.

### Rozgrywki krajowe
| \| Włochy \| Bilans występów klubu w rozgrywkach piłkarskich Włoch (Stan na 31 sierpnia 2020 r.) \| \| | |        |       |   |   |   |    |    |     |                                                |        |        |      |
| Poziom                                                                                                 | Rozgrywki | Sezony | Mecze | Z | R | P | B+ | B– | Pkt | Lata                                           | Awanse | Spadki | Naj. |
| I | Campionato Italiano, Prima Categoria Ligure, Prima Divisione Nord, Divisione Nazionale, Serie A, Divisione Nazionale Alta Italia | 18     |       |   |   |   |    |    |     | 1900, 1919–1927, 1934–1940, 1941–1943, 1945/46 | 0      | 1      | 2    |
| II | Serie B | 3      |       |   |   |   |    |    |     | 1932–1934, 1940/41                             | 2      | 0      | 1    |
| III | Serie C | 1      |       |   |   |   |    |    |     | 1931/32                                        | 1      | 0      | 1    |
| IV | Serie D | 0      |       |   |   |   |    |    |     |                                                | 0      | 0      |      |
| V | Prima Categoria Liguria | 0      |       |   |   |   |    |    |     |                                                | 0      | 0      |      |
| | Puchar Włoch | 9      |       |   |   |   |    |    |     | 1926/27, 1935–1943                             | 0      | 0      | 1/4  |
| Włochy                                                                                                 | Bilans występów klubu w rozgrywkach piłkarskich Włoch (Stan na 31 sierpnia 2020 r.)                                              |        |       |   |   |   |    |    |     |                                                |        |        |      |

## Struktura klubu

### Stadion
Klub rozgrywał swoje mecze domowe na stadionie del Littorio w Genui o pojemności 15000 widzów. Wcześniej grał na Stadio di Villa Scassi w Sampierdarena (do fuzji 1927). W sezonie 1945/46 grał na Stadio Luigi Ferraris w Genui, tak jak Littorio wymagał odbudowy po wojnie.

### Derby
- SG Andrea Doria
- ASD Corniglianese 1919
- AC Ligure
- USD Rivarolese 1919